# NHL 2014/15
Die NHL-Saison 2014/15 war die 98. Spielzeit der National Hockey League (NHL). Die reguläre Saison begann am 8. Oktober 2014 und endete am 11. April 2015 mit dem Gewinn der Presidents’ Trophy durch die New York Rangers. Zum wertvollsten Spieler wurde – sowohl von Spielern als auch von Journalisten – Carey Price von den Canadiens de Montréal gewählt, der darüber hinaus als bester Torhüter ausgezeichnet wurde. Den besten Scorer stellten die Dallas Stars mit Jamie Benn, der 87 Punkte erzielte. Die meisten Tore (53) erzielte, wie bereits in den beiden Jahren zuvor, Alexander Owetschkin.
In den anschließenden Playoffs setzten sich die Chicago Blackhawks im Finale mit 4:2 gegen die Tampa Bay Lightning durch und gewannen somit ihren dritten Stanley Cup in den letzten sechs Jahren. Duncan Keith der Blackhawks erhielt die Conn Smythe Trophy, während Tampa in Tyler Johnson den besten Scorer stellte.

## Ligabetrieb
Bereits im Rahmen des Entry Drafts 2014 änderten die Phoenix Coyotes ihren Namen in Arizona Coyotes und werden fortan unter diesem auflaufen. Nach der Umstrukturierung des letzten Jahres wurden im Vorfeld dieser Spielzeit keine Änderungen am Modus bzw. an Aufteilung der Franchises vorgenommen. Vielmehr fand in dieser Saison nach zwei Jahren Pause wieder ein NHL All-Star Game statt; das 60. Spiel dieser Serie wurde am 25. Januar 2015 in der Nationwide Arena der Columbus Blue Jackets ausgetragen. Das NHL Winter Classic 2015 bestritten die Chicago Blackhawks und die Washington Capitals am 1. Januar 2015 im Nationals Park in Washington, D.C. In einem weiteren Freiluftspiel standen sich im Rahmen der NHL Stadium Series 2015 am 21. Februar die San Jose Sharks und die Los Angeles Kings gegenüber.

### Regeländerungen
Folgende Regeländerungen traten mit Beginn der Saison 2014/15 in Kraft:
- Die Trapeze hinter jedem Tor, in dem die Torhüter den Puck regelgerecht spielen dürfen, wurden um ca. 1,2 Meter (4 Fuß) verbreitert.
- Der Abstand der Hashmarks zu den Bully-Kreisen wurde von ca. 0,9 Metern (3 Fuß) auf 1,7 Meter (5 Fuß und 7 Inch) erhöht und damit internationalen Standards angeglichen.
- Zu Beginn der Overtime wechseln die Teams nun die Seiten und das Eis wird neu geglättet. Ziel ist, mit besserem Eis und dem verlängerten Weg zur Bank (und damit zum Reihenwechsel) mehr Tore in der Overtime zu produzieren und damit Shootouts zu vermeiden. Bei einem Treffen der General Manager aller Teams im November 2014 wurde die Glättung des Eises wieder abgeschafft, da die entstehende Pause für zu lang befunden wurde.[3]
- Die Schützen in einem Shootout müssen von nun an nicht mehr im Vorhinein vom Trainer festgelegt werden. Es kann nach jeder Runde spontan entscheiden werden, welcher Spieler eingesetzt wird.
- Sollte ein Spieler nach einem Icing seiner Mannschaft beim anschließenden Bully einen Regelverstoß begehen, wird er verwarnt und nicht, wie üblich, durch einen Teamkollegen ersetzt. Sollte danach ein weiterer Regelverstoß des gleichen Spielers erfolgen, wird dies mit einer zweiminütigen Strafe wegen Spielverzögerung geahndet.
- Dem NHL Situation Room wurde ein größerer Spielraum zugesprochen, um zu entscheiden, wann ein Videobeweis gegen ein vermeintlich irregulär erzieltes Tor eingesetzt wird. Ferner legten die General Manager auf ihrem Treffen im November fest, dass es dem Situation Room auch erlaubt sein sollte, ein laufendes Spiel zu unterbrechen. Dies soll geschehen, wenn ein reguläres Tor erzielt wurde, dies bereits im Videobeweis festgestellt wurde, es im Spiel allerdings noch zu keiner regulären Unterbrechung kam.[3]
- Der Spin-o-Rama ist von nun an bei einem Penalty und im Shootout untersagt.
- Die Strafen für verschiedene Fouls wurden angepasst bzw. in andere Kategorien eingeordnet.
- Verlässt der Puck das Spielfeld durch die angreifende Mannschaft im Angriffsdrittel, so findet das Bully nun trotzdem in dieser Angriffszone, und nicht in der neutralen Zone statt. Dies gilt allerdings nur, wenn der Puck durch einen Schuss aufs Tor das Spielfeld verlässt und dabei von einem Mitspieler, dem Tor oder der Bande abgelenkt wurde oder das Schutzglas der Bande zu Bruch geht.

## Entry Draft
Der NHL Entry Draft 2014 fand am 27. und 28. Juni 2014 in Philadelphia im US-Bundesstaat Pennsylvania statt. Mit dem First Overall Draft-Pick wählten die Florida Panthers den kanadischen Verteidiger Aaron Ekblad aus. Auf den Plätzen zwei und drei wurden Sam Reinhart und Leon Draisaitl selektiert. Insgesamt wurden in sieben Runden 210 Spieler aus zwölf Nationen von den NHL-Franchises gedraftet.
Top-5-Picks
| #  | Spieler           | Nationalität | Pos | NHL-Team           | College-/ Junioren-/ Profi-Team |
| -- | ----------------- | ------------ | --- | ------------------ | ------------------------------- |
| 1. | Aaron Ekblad      | Kanada       | D   | Florida Panthers   | Barrie Colts (OHL)              |
| 2. | Sam Reinhart      | Kanada       | C   | Buffalo Sabres     | Kootenay Ice (WHL)              |
| 3. | Leon Draisaitl    | Deutschland  | C   | Edmonton Oilers    | Prince Albert Raiders (WHL)     |
| 4. | Sam Bennett       | Kanada       | C   | Calgary Flames     | Kingston Frontenacs (OHL)       |
| 5. | Michael Dal Colle | Kanada       | LW  | New York Islanders | Oshawa Generals (OHL)           |

## Reguläre Saison

### Abschlusstabellen
Abkürzungen: GP = Spiele, W = Siege, L = Niederlagen, OTL = Niederlage nach Overtime bzw. Shootout, GF = Erzielte Tore, GA = Gegentore, Pts = Punkte

Erläuterungen: In Klammern befindet sich die Platzierung innerhalb der Conference;  = Playoff-Qualifikation,  = Division-Sieger,  = Conference-Sieger,  = Presidents’-Trophy-Gewinner

#### Eastern Conference

##### Atlantic Division
| Rang | Atlantic Division     | GP | W  | L  | OTL | GF  | GA  | Pts |
| ---- | --------------------- | -- | -- | -- | --- | --- | --- | --- |
| 1.   | Canadiens de Montréal | 82 | 50 | 22 | 10  | 221 | 189 | 110 |
| 2.   | Tampa Bay Lightning   | 82 | 50 | 24 | 8   | 262 | 211 | 108 |
| 3.   | Detroit Red Wings     | 82 | 43 | 25 | 14  | 235 | 221 | 100 |

##### Metropolitan Division
| Rang | Metropolitan Division | GP | W  | L  | OTL | GF  | GA  | Pts |
| ---- | --------------------- | -- | -- | -- | --- | --- | --- | --- |
| 1.   | New York Rangers      | 82 | 53 | 22 | 7   | 252 | 192 | 113 |
| 2.   | Washington Capitals   | 82 | 45 | 26 | 11  | 242 | 203 | 101 |
| 3.   | New York Islanders    | 82 | 47 | 28 | 7   | 252 | 230 | 101 |

##### Wild-Card-Teams
| Rang | Wild-Card-Teams       | Division | GP | W  | L  | OTL | GF  | GA  | Pts |
| ---- | --------------------- | -------- | -- | -- | -- | --- | --- | --- | --- |
| 1.   | Ottawa Senators       | ATL      | 82 | 43 | 26 | 13  | 238 | 215 | 99  |
| 2.   | Pittsburgh Penguins   | MET      | 82 | 43 | 27 | 12  | 221 | 210 | 98  |
|      |                       |          |    |    |    |     |     |     |     |
| 3.   | Boston Bruins         | ATL      | 82 | 41 | 27 | 14  | 213 | 211 | 96  |
| 4.   | Florida Panthers      | ATL      | 82 | 38 | 29 | 15  | 206 | 223 | 91  |
| 5.   | Columbus Blue Jackets | MET      | 82 | 42 | 35 | 5   | 236 | 250 | 89  |
| 6.   | Philadelphia Flyers   | MET      | 82 | 33 | 31 | 18  | 215 | 234 | 84  |
| 7.   | New Jersey Devils     | MET      | 82 | 32 | 36 | 14  | 181 | 216 | 78  |
| 8.   | Carolina Hurricanes   | MET      | 82 | 30 | 41 | 11  | 188 | 226 | 71  |
| 9.   | Toronto Maple Leafs   | ATL      | 82 | 30 | 44 | 8   | 211 | 262 | 68  |
| 10.  | Buffalo Sabres        | ATL      | 82 | 23 | 51 | 8   | 161 | 274 | 54  |

#### Western Conference

##### Central Division
| Rang | Central Division    | GP | W  | L  | OTL | GF  | GA  | Pts |
| ---- | ------------------- | -- | -- | -- | --- | --- | --- | --- |
| 1.   | St. Louis Blues     | 82 | 51 | 24 | 7   | 248 | 201 | 109 |
| 2.   | Nashville Predators | 82 | 47 | 25 | 10  | 232 | 208 | 104 |
| 3.   | Chicago Blackhawks  | 82 | 48 | 28 | 6   | 229 | 189 | 102 |

##### Pacific Division
|    | Pacific Division  | GP | W  | L  | OTL | GF  | GA  | Pts |
| -- | ----------------- | -- | -- | -- | --- | --- | --- | --- |
| 1. | Anaheim Ducks     | 82 | 51 | 24 | 7   | 236 | 226 | 109 |
| 2. | Vancouver Canucks | 82 | 48 | 29 | 5   | 242 | 222 | 101 |
| 3. | Calgary Flames    | 82 | 45 | 30 | 7   | 241 | 216 | 97  |

##### Wild-Card-Teams
| Rang | Wild-Card-Teams    | Division | GP | W  | L  | OTL | GF  | GA  | Pts |
| ---- | ------------------ | -------- | -- | -- | -- | --- | --- | --- | --- |
| 1.   | Minnesota Wild     | CEN      | 82 | 46 | 28 | 8   | 231 | 201 | 100 |
| 2.   | Winnipeg Jets      | CEN      | 82 | 43 | 26 | 13  | 230 | 210 | 99  |
|      |                    |          |    |    |    |     |     |     |     |
| 3.   | Los Angeles Kings  | PAC      | 82 | 40 | 27 | 15  | 220 | 205 | 95  |
| 4.   | Dallas Stars       | CEN      | 82 | 41 | 31 | 10  | 261 | 260 | 92  |
| 5.   | Colorado Avalanche | CEN      | 82 | 39 | 31 | 12  | 219 | 227 | 90  |
| 6.   | San Jose Sharks    | PAC      | 82 | 40 | 33 | 9   | 228 | 232 | 89  |
| 7.   | Edmonton Oilers    | PAC      | 82 | 24 | 44 | 14  | 198 | 283 | 62  |
| 8.   | Arizona Coyotes    | PAC      | 82 | 24 | 50 | 8   | 170 | 272 | 56  |

### Beste Scorer

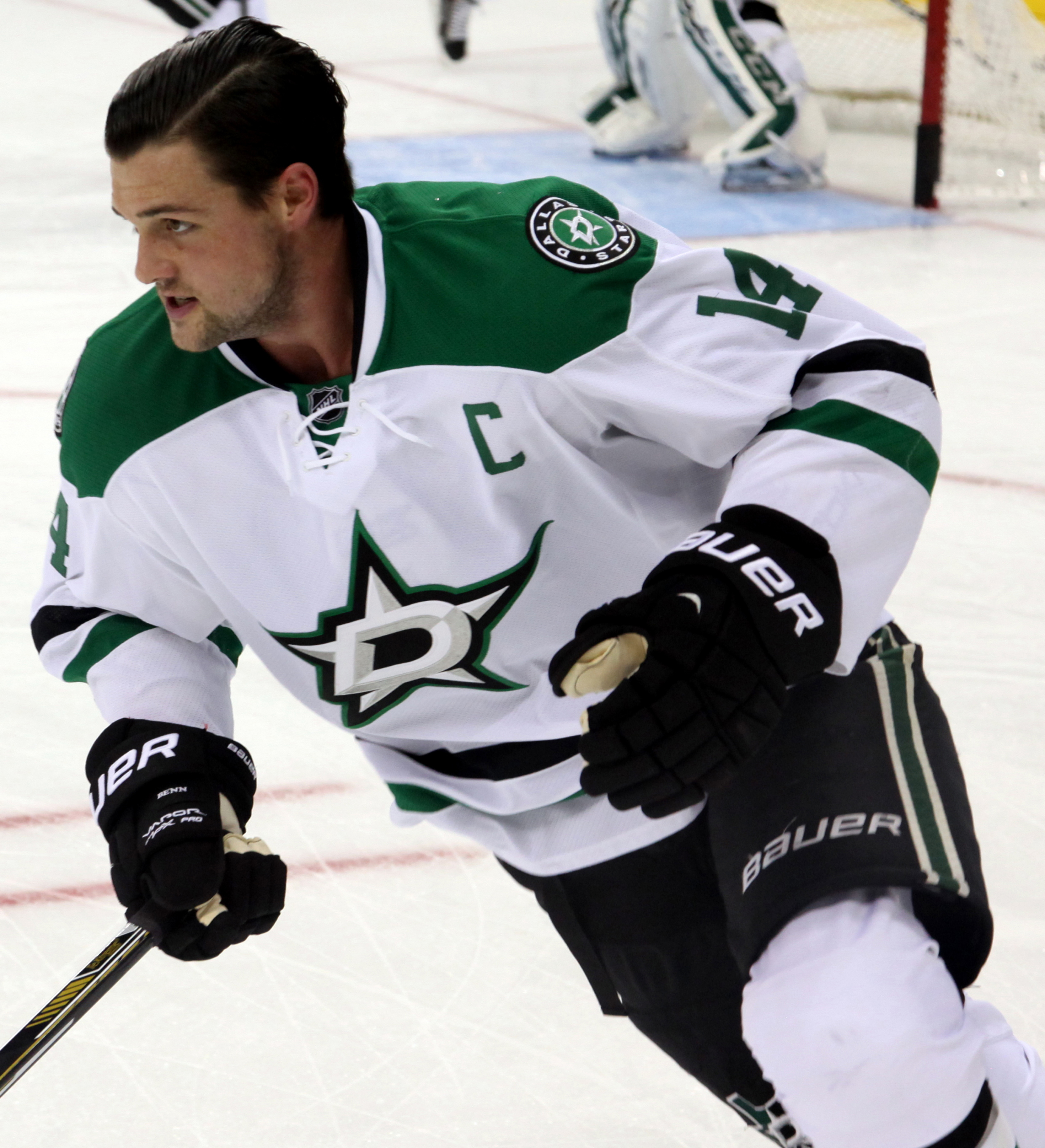
Jamie Benn, bester Scorer und Gewinner der Art Ross Trophy.

Mit 87 Punkten führte Jamie Benn die Scorerliste der NHL an, wobei er diesen Platz erst am letzten Spieltag mit vier erzielten Punkten erstmals erreichte. Die meisten Tore erzielte wie bereits in den beiden Saisons zuvor Alexander Owetschkin mit 53, woran sein Teamkollege Nicklas Bäckström, der mit 60 die meisten Vorlagen gab, maßgeblichen Anteil hatte. Die Plus/Minus-Wertung führten Max Pacioretty und Nikita Kutscherow mit +39 an; den schlechtesten Wert in dieser Kategorie hatte Nail Jakupow mit –35. Erfolgreichster Verteidiger wurde wie im Vorjahr Erik Karlsson mit 66 Punkten.
Abkürzungen: GP = Spiele, G = Tore, A = Assists, Pts = Punkte, +/− = Plus/Minus, PIM = Strafminuten; Fett: Saisonbestwert
| Spieler              | Team                | GP | G  | A  | Pts | +/− | PIM |
| -------------------- | ------------------- | -- | -- | -- | --- | --- | --- |
| Jamie Benn           | Dallas Stars        | 82 | 35 | 52 | 87  | +1  | 64  |
| John Tavares         | New York Islanders  | 82 | 38 | 48 | 86  | +5  | 46  |
| Sidney Crosby        | Pittsburgh Penguins | 77 | 28 | 56 | 84  | +5  | 47  |
| Alexander Owetschkin | Washington Capitals | 81 | 53 | 28 | 81  | +10 | 58  |
| Jakub Voráček        | Philadelphia Flyers | 82 | 22 | 59 | 81  | +1  | 78  |
| Nicklas Bäckström    | Washington Capitals | 82 | 18 | 60 | 78  | +5  | 40  |
| Tyler Seguin         | Dallas Stars        | 71 | 37 | 40 | 77  | –1  | 20  |
| Jiří Hudler          | Calgary Flames      | 82 | 20 | 56 | 76  | +17 | 18  |
| Daniel Sedin         | Vancouver Canucks   | 82 | 41 | 38 | 79  | +27 | 32  |
| Wladimir Tarassenko  | St. Louis Blues     | 77 | 37 | 36 | 73  | +27 | 31  |

### Beste Torhüter

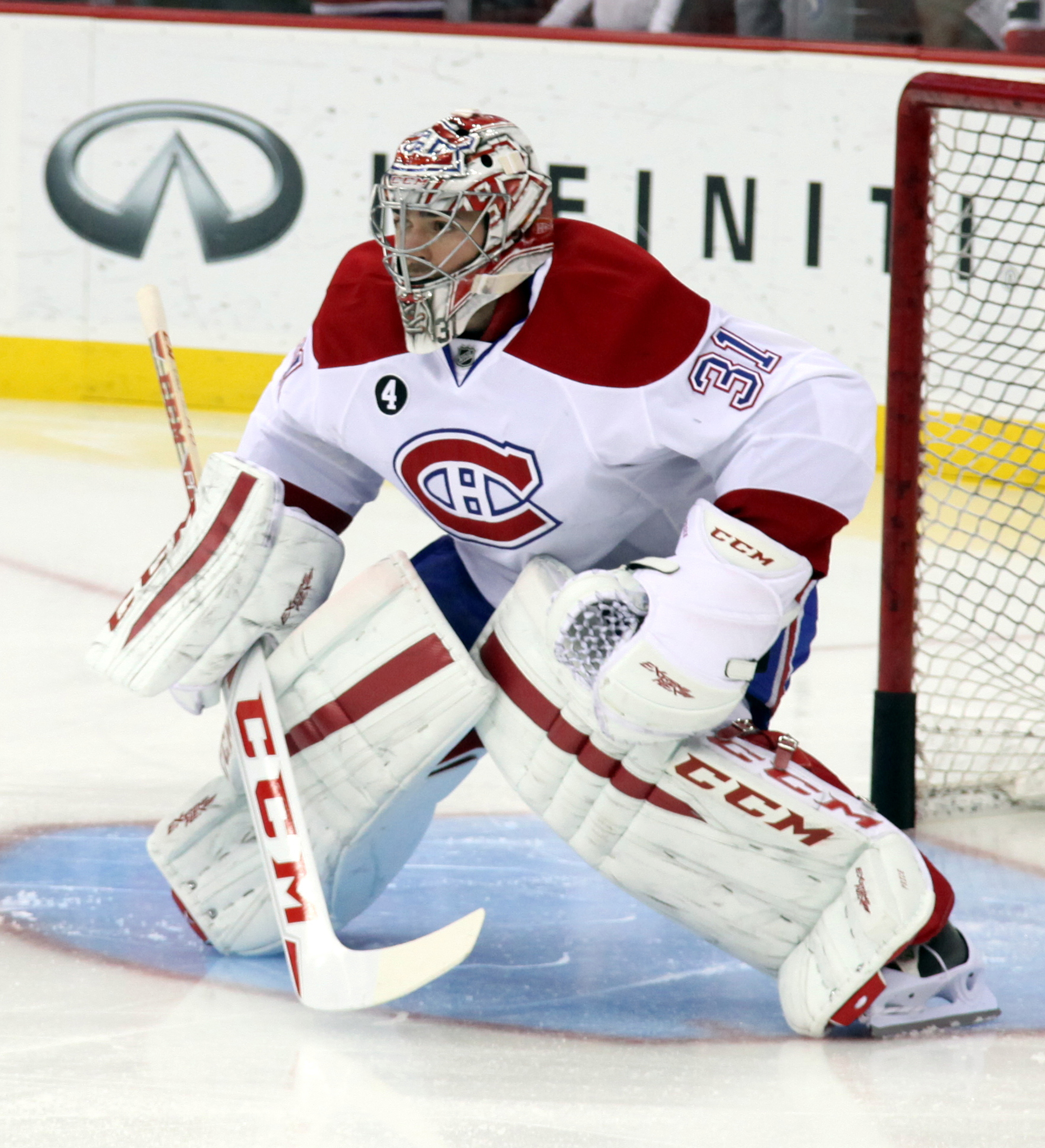
Carey Price führte in fast allen relevanten Torhüter-Statistiken.

Abkürzungen: GP = Spiele, TOI = Eiszeit (in Minuten), W = Siege, L = Niederlagen, OTL = Overtime/Shootout-Niederlagen, GA = Gegentore, SO = Shutouts, Sv% = gehaltene Schüsse (in %), GAA = Gegentorschnitt; Fett: Saisonbestwert; erfasst werden nur Torhüter mit mindestens 25 Einsätzen. Sortiert nach Goals Against Average (GAA).
| Spieler       | Team                           | GP | TOI   | W  | L  | OTL | GA  | SO | Sv%  | GAA  |
| ------------- | ------------------------------ | -- | ----- | -- | -- | --- | --- | -- | ---- | ---- |
| Carey Price   | Canadiens de Montréal          | 66 | 3.976 | 44 | 16 | 6   | 130 | 9  | 93,3 | 1,96 |
| Devan Dubnyk  | Minnesota Wild Arizona Coyotes | 58 | 3.328 | 36 | 14 | 4   | 115 | 6  | 92,9 | 2,07 |
| Pekka Rinne   | Nashville Predators            | 64 | 3.850 | 41 | 17 | 6   | 140 | 4  | 92,3 | 2,18 |
| Cam Talbot    | New York Rangers               | 36 | 2.094 | 21 | 9  | 4   | 77  | 5  | 92,6 | 2,21 |
| Braden Holtby | Washington Capitals            | 73 | 4.247 | 41 | 20 | 10  | 157 | 9  | 92,3 | 2,22 |

Die meisten Shutouts erreichte Marc-André Fleury mit zehn Spielen ohne Gegentor.

### Beste Rookiescorer

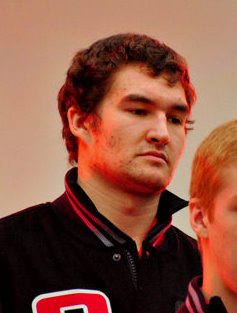
Mark Stone, bester Punktesammler unter allen Rookies.

Mit 64 Punkten führte Mark Stone die Rookies als bester Scorer an; zudem erreichte er mit +21 die beste Plus/Minus-Statistik. Ebenso erreichte Johnny Gaudreau 64 Scorerpunkte, erzielte allerdings weniger Tore und mehr Vorlagen, mit 40 die meisten aller Rookies. Bester Torschütze wurde Stones Teamkollege Mike Hoffman mit 27 Treffern. Die meiste Eiszeit erhielt Oscar Klefbom mit durchschnittlich 21 Minuten und 59 Sekunden pro Spiel.
Abkürzungen: GP = Spiele, G = Tore, A = Assists, Pts = Punkte, +/− = Plus/Minus, PIM = Strafminuten
| Spieler         | Team                | GP | G  | A  | Pts | +/− | PIM |
| --------------- | ------------------- | -- | -- | -- | --- | --- | --- |
| Mark Stone      | Ottawa Senators     | 80 | 26 | 38 | 64  | +21 | 14  |
| Johnny Gaudreau | Calgary Flames      | 80 | 24 | 40 | 64  | +11 | 14  |
| Filip Forsberg  | Nashville Predators | 82 | 26 | 37 | 63  | +15 | 24  |
| Mike Hoffman    | Ottawa Senators     | 79 | 27 | 21 | 48  | +16 | 14  |
| Kevin Hayes     | New York Rangers    | 79 | 17 | 28 | 45  | +15 | 22  |

## Stanley-Cup-Playoffs
|  | Conference-Viertelfinale | Conference-Viertelfinale | Conference-Viertelfinale |      |                       | Conference-Halbfinale | Conference-Halbfinale | Conference-Halbfinale |  |  | Conference-Finale | Conference-Finale | Conference-Finale |  |  | Stanley-Cup-Finale | Stanley-Cup-Finale | Stanley-Cup-Finale |
|  |                          |                          |                          |      |                       |                       |                       |                       |  |  |                   |                   |                   |  |  |                    |                    |                    |
|  | A1                       | Canadiens de Montréal    | 4                        |      |                       |                       |                       |                       |  |  |                   |                   |                   |  |  |                    |                    |                    |
|  | EWC1                     | Ottawa Senators          | 2                        |      |                       |                       |                       |                       |  |  |                   |                   |                   |  |  |                    |                    |                    |
|  | EWC1                     | Ottawa Senators          | 2                        | A1   | Canadiens de Montréal | 2                     |                       |                       |  |  |                   |                   |                   |  |  |                    |                    |                    |
|  |                          |                          |                          | A1   | Canadiens de Montréal | 2                     | Eastern Conference    |                       |  |  |                   |                   |                   |  |  |                    |                    |                    |
|  |                          | A2                       | Tampa Bay Lightning      | 4    |                       |                       |                       |                       |  |  |                   |                   |                   |  |  |                    |                    |                    |
|  | A2                       | A2                       | Tampa Bay Lightning      | 4    | Tampa Bay Lightning   | 4                     |                       |                       |  |  |                   |                   |                   |  |  |                    |                    |                    |
|  | A2                       |                          |                          |      | Tampa Bay Lightning   | 4                     |                       |                       |  |  |                   |                   |                   |  |  |                    |                    |                    |
|  | A3                       | Detroit Red Wings        | 3                        |      |                       |                       |                       |                       |  |  |                   |                   |                   |  |  |                    |                    |                    |
|  | A3                       | Detroit Red Wings        | 3                        | A2   | Tampa Bay Lightning   | 4                     |                       |                       |  |  |                   |                   |                   |  |  |                    |                    |                    |
|  |                          |                          |                          |      |                       |                       |                       |                       |  |  |                   |                   |                   |  |  |                    |                    |                    |
|  |                          | M1                       | New York Rangers         | 3    |                       |                       |                       |                       |  |  |                   |                   |                   |  |  |                    |                    |                    |
|  | M1                       | M1                       | New York Rangers         | 3    | New York Rangers      | 4                     |                       |                       |  |  |                   |                   |                   |  |  |                    |                    |                    |
|  | M1                       |                          |                          |      | New York Rangers      | 4                     |                       |                       |  |  |                   |                   |                   |  |  |                    |                    |                    |
|  | EWC2                     | Pittsburgh Penguins      | 1                        |      |                       |                       |                       |                       |  |  |                   |                   |                   |  |  |                    |                    |                    |
|  | EWC2                     | Pittsburgh Penguins      | 1                        | M1   | New York Rangers      | 4                     |                       |                       |  |  |                   |                   |                   |  |  |                    |                    |                    |
|  |                          |                          |                          | M1   | New York Rangers      | 4                     |                       |                       |  |  |                   |                   |                   |  |  |                    |                    |                    |
|  |                          | M2                       | Washington Capitals      | 3    |                       |                       |                       |                       |  |  |                   |                   |                   |  |  |                    |                    |                    |
|  | M2                       | M2                       | Washington Capitals      | 3    | Washington Capitals   | 4                     |                       |                       |  |  |                   |                   |                   |  |  |                    |                    |                    |
|  | M2                       |                          |                          |      | Washington Capitals   | 4                     |                       |                       |  |  |                   |                   |                   |  |  |                    |                    |                    |
|  | M3                       | New York Islanders       | 3                        |      |                       |                       |                       |                       |  |  |                   |                   |                   |  |  |                    |                    |                    |
|  | M3                       | New York Islanders       | 3                        | A2   | Tampa Bay Lightning   | 2                     |                       |                       |  |  |                   |                   |                   |  |  |                    |                    |                    |
|  |                          |                          |                          |      |                       |                       |                       |                       |  |  |                   |                   |                   |  |  |                    |                    |                    |
|  |                          | C3                       | Chicago Blackhawks       | 4    |                       |                       |                       |                       |  |  |                   |                   |                   |  |  |                    |                    |                    |
|  | C1                       | C3                       | Chicago Blackhawks       | 4    | St. Louis Blues       | 2                     |                       |                       |  |  |                   |                   |                   |  |  |                    |                    |                    |
|  | C1                       |                          |                          |      | St. Louis Blues       | 2                     |                       |                       |  |  |                   |                   |                   |  |  |                    |                    |                    |
|  | WWC1                     | Minnesota Wild           | 4                        |      |                       |                       |                       |                       |  |  |                   |                   |                   |  |  |                    |                    |                    |
|  | WWC1                     | Minnesota Wild           | 4                        | WWC1 | Minnesota Wild        | 0                     |                       |                       |  |  |                   |                   |                   |  |  |                    |                    |                    |
|  |                          |                          |                          | WWC1 | Minnesota Wild        | 0                     |                       |                       |  |  |                   |                   |                   |  |  |                    |                    |                    |
|  |                          | C3                       | Chicago Blackhawks       | 4    |                       |                       |                       |                       |  |  |                   |                   |                   |  |  |                    |                    |                    |
|  | C2                       | C3                       | Chicago Blackhawks       | 4    | Nashville Predators   | 2                     |                       |                       |  |  |                   |                   |                   |  |  |                    |                    |                    |
|  | C2                       |                          |                          |      | Nashville Predators   | 2                     |                       |                       |  |  |                   |                   |                   |  |  |                    |                    |                    |
|  | C3                       | Chicago Blackhawks       | 4                        |      |                       |                       |                       |                       |  |  |                   |                   |                   |  |  |                    |                    |                    |
|  | C3                       | Chicago Blackhawks       | 4                        | C3   | Chicago Blackhawks    | 4                     |                       |                       |  |  |                   |                   |                   |  |  |                    |                    |                    |
|  |                          |                          |                          |      |                       |                       |                       |                       |  |  |                   |                   |                   |  |  |                    |                    |                    |
|  |                          | P1                       | Anaheim Ducks            | 3    |                       |                       |                       |                       |  |  |                   |                   |                   |  |  |                    |                    |                    |
|  | P1                       | P1                       | Anaheim Ducks            | 3    | Anaheim Ducks         | 4                     |                       |                       |  |  |                   |                   |                   |  |  |                    |                    |                    |
|  | P1                       |                          |                          |      | Anaheim Ducks         | 4                     |                       |                       |  |  |                   |                   |                   |  |  |                    |                    |                    |
|  | WWC2                     | Winnipeg Jets            | 0                        |      |                       |                       |                       |                       |  |  |                   |                   |                   |  |  |                    |                    |                    |
|  | WWC2                     | Winnipeg Jets            | 0                        | P1   | Anaheim Ducks         | 4                     |                       |                       |  |  |                   |                   |                   |  |  |                    |                    |                    |
|  |                          |                          |                          | P1   | Anaheim Ducks         | 4                     | Western Conference    |                       |  |  |                   |                   |                   |  |  |                    |                    |                    |
|  |                          | P3                       | Calgary Flames           | 1    |                       |                       |                       |                       |  |  |                   |                   |                   |  |  |                    |                    |                    |
|  | P2                       | P3                       | Calgary Flames           | 1    | Vancouver Canucks     | 2                     |                       |                       |  |  |                   |                   |                   |  |  |                    |                    |                    |
|  | P2                       |                          |                          |      | Vancouver Canucks     | 2                     |                       |                       |  |  |                   |                   |                   |  |  |                    |                    |                    |
|  | P3                       | Calgary Flames           | 4                        |      |                       |                       |                       |                       |  |  |                   |                   |                   |  |  |                    |                    |                    |

## NHL Awards und vergebene Trophäen
| Auszeichnung                          | Auszeichnung                     | Team                                      |
| ------------------------------------- | -------------------------------- | ----------------------------------------- |
| Stanley Cup                           | Stanley Cup                      | Chicago Blackhawks                        |
| Clarence S. Campbell Bowl             | Clarence S. Campbell Bowl        | Chicago Blackhawks                        |
| Prince of Wales Trophy                | Prince of Wales Trophy           | Tampa Bay Lightning                       |
| Presidents’ Trophy                    | Presidents’ Trophy               | New York Rangers                          |
| Auszeichnung                          | Spieler                          | Team                                      |
| Art Ross Trophy                       | Jamie Benn                       | Dallas Stars                              |
| Bill Masterton Memorial Trophy        | Devan Dubnyk                     | Minnesota Wild                            |
| Calder Memorial Trophy                | Aaron Ekblad                     | Florida Panthers                          |
| Conn Smythe Trophy                    | Duncan Keith                     | Chicago Blackhawks                        |
| Frank J. Selke Trophy                 | Patrice Bergeron                 | Boston Bruins                             |
| Hart Memorial Trophy                  | Carey Price                      | Canadiens de Montréal                     |
| Jack Adams Award                      | Bob Hartley                      | Calgary Flames                            |
| James Norris Memorial Trophy          | Erik Karlsson                    | Ottawa Senators                           |
| King Clancy Memorial Trophy           | Henrik Zetterberg                | Detroit Red Wings                         |
| Lady Byng Memorial Trophy             | Jiří Hudler                      | Calgary Flames                            |
| Lester Patrick Trophy                 | Jeremy Jacobs Bob Crocker        | –                                         |
| Mark Messier Leadership Award         | Jonathan Toews                   | Chicago Blackhawks                        |
| Maurice ‚Rocket‘ Richard Trophy       | Alexander Owetschkin             | Washington Capitals                       |
| NHL Foundation Player Award           | Brent Burns                      | San Jose Sharks                           |
| NHL General Manager of the Year Award | Steve Yzerman                    | Tampa Bay Lightning                       |
| NHL Plus/Minus Award (inoffiziell)    | Nikita Kutscherow Max Pacioretty | Tampa Bay Lightning Canadiens de Montréal |
| Ted Lindsay Award                     | Carey Price                      | Canadiens de Montréal                     |
| Vezina Trophy                         | Carey Price                      | Canadiens de Montréal                     |
| William M. Jennings Trophy            | Carey Price Corey Crawford       | Canadiens de Montréal Chicago Blackhawks  |

### All-Star-Teams
| First All-Star-Team |                                                     |
| Angriff:            | Alexander Owetschkin – John Tavares – Jakub Voráček |
| Verteidigung:       | Erik Karlsson – P. K. Subban                        |
| Tor:                | Carey Price                                         |

| Second All-Star-Team |                                                  |
| Angriff:             | Jamie Benn – Sidney Crosby – Wladimir Tarassenko |
| Verteidigung:        | Drew Doughty – Shea Weber                        |
| Tor:                 | Devan Dubnyk                                     |

### All-Rookie-Team
| All-Rookie-Team |                                               |
| Angriff:        | Johnny Gaudreau – Filip Forsberg – Mark Stone |
| Verteidigung:   | Aaron Ekblad – John Klingberg                 |
| Tor:            | Jake Allen                                    |